# Observations sur les Graminées de la Flore Belgique
Observations sur les Graminées de la Flore Belgique (abreviado Observ. Gramin. Belg.) es un libro con ilustraciones y descripciones botánicas que fue escrito por el político, briólogo, y botánico belga; Barthélemy Charles Joseph Dumortier y publicado en el año 1823.